# Конка у Вільні
Конка у Вільні — ліквідована мережа кінних трамваїв у місті Вільно, Польща (до 1915-го Вільно, Російська імперія) (на середину 2010-х Вільнюс, Литва).
Трамвайну мережу у Вільні ввели в експлуатацію у 1893 році. Створили дві лінії, вони починались із залізничної станції і прямували через вулицю Міцкевича до площі Лукишкська (лінія 1) і Антакальніс (лінія 2).
Мережа була серйозно пошкоджена під час Першої світової війни й у листопаді 1926 року ліквідована.